# Энрико ди Тедиче
Энрико ди Тедиче (итал. Enrico di Tedice, известен по документам с 1254 по 1260 год) — итальянский живописец луккано-пизанской школы.

## Имя
Имя Энрико ди Тедиче было прочитано на расписном кресте из пизанской церкви Сан Мартино: "ENRICUS QUONDAM TEDICI ME PINXIT". Отталкиваясь от этого, исследователи повели розыски в двух направлениях — в архивных записях и среди близких по стилю произведений XIII века. Выяснилось, что Энрико — брат пизанского художника Уголино ди Тедиче и дядя ещё одного художника — Раньери ди Уголино.

## Творчество
В архивных записях имя Энрико встречается два раза. Первый раз это документ, в котором архиепископ Федерико Висконти отдаёт распоряжение ректору церкви Санта Мария ди Томболо продать участок земли, для того чтобы произвести реконструкцию церковного здания; из этого документа следует, что у братьев ди Тедиче была мастерская на виа Санта Мария в Пизе. Совместная деятельность братьев подтверждается другим документом от 12 марта 1260 года, в котором всё тот же архиепископ Федерико Висконти отдаёт распоряжение передать братьям участок земли в счёт оплаты за выполненные ранее художественные работы.
В своё время историк искусства Освальд Сирен высказал предположение, что братья ди Тедиче свои первые навыки скорее всего приобрели в мастерской отца (в архивных документах встречается имя Тедиче Бурелли или Морелли). Искусство Энрико основывалось на пизанской традиции сложившейся к середине XIII века, которая находилась под сильнейшим византийским влиянием. В его произведениях можно видеть отголоски нескольких пизанских алтарных картин первой половины века, и влияние мастерской Берлингьери. В своих расписных крестах он не мог избежать влияния Джунта Пизано. Однако для Энрико характерна более экспрессионистическая манера, основанная на лаконичном рисунке, ограниченной палитре из ярких красок и сильных светотеневых контрастах.
Кроме единственного подписанного креста из Сан Мартино, кисти Энрико ди Тедиче сегодня приписываются следующие работы: алтарная картина «Снятие с креста» из церкви Сан Бернардо (1260-е годы, ныне — Пиза, музей Сан-Маттео), которая считается самым зрелым его произведением; «Мадонна с младенцем и четыре Страстных сюжета» (Флоренция, музей Барджелло); расписной крест из церкви Сан Джованни Баттиста (Сан Джованни алла Вена, Викопизано); «Мадонна с младенцем» из церкви Сан Верано, Печчоли.
- Энрико ди Тедиче. Расписной крест. Викопизано, ц. Сан Джованни алла Вена.
- Энрико ди Тедиче. Мадонна с младенцем и двумя ангелами. Пиза, ц. Санта Мария Мадре делла Кьеза
- Энрико ди Тедиче. Снятие с креста. 1260-е гг., Музей Сан Маттео, Пиза
- Энрико ди Тедиче. Мадонна с младенцем и четыре Страстных сюжета. Флоренция, музей Барджелло
- Энрико ди Тедиче. Мадонна с младенцем. ц. Сан Верано, Печчоли.
- Энрико ди Тедиче. Мадонна с младенцем и двумя ангелами. Фреска. Пиза, Музей Сан Маттео.